# المقدمة الجزرية
المقدمة في ما يجب على قارئ القرآن أن يعلمه المعروفة بـ المقدمة الجزرية، هو متن في التجويد لابن الجزري الشافعي المتوفى سنة 833 هـ.

## تعريف
المنظومة صاغها ابن الجزري على بحر الرجز، وتاريخ نظمها كان في حدود سنة 798 هـ. عدد أبيات المنظومة هي 107 على ما في أقلها، ويؤيد قول الناظم في آخره على ما في بعض النسخ:
لأن حرف الزاي يقابل الرقم 7، والقاف يقابل العدد 100 في حساب الجمل. وفي نسخ أخرى أبياتها 119 بيتا.
ويبدو أن ابن الجزري لم يضع عنواين فرعية بين أبيات المنظومة، لكن من أتى بعده ونسخها أو حققها وضع لها بعض العناوين، والتي قد يكون فيها اختلاف يسير في صياغتها، لكن العناوين الرئيسية لم يختلف عليها، وهي كالآتي:
| الموضوع                               | أرقام الأبيات |
| ------------------------------------- | ------------- |
| مقدمة المصنف                          | 1 - 8         |
| باب مخارج الحروف                      | 9 - 19        |
| باب صفات الحروف                       | 20 - 26       |
| باب معرفة التجويد                     | 27 - 33       |
| باب الترقيق                           | 34 - 40       |
| باب أحكام الراءات                     | 41 - 43       |
| باب التفخيم                           | 44 - 49       |
| باب أحكام الإدغام                     | 50 - 51       |
| باب الضاد والظاء                      | 52 - 61       |
| باب النون والميم المشددتين والساكنتين | 62 - 68       |
| باب أحكام المد                        | 69 - 72       |
| باب الوقف والابتداء                   | 73 - 78       |
| باب المقصوع والموصول في الرسم         | 79 - 92       |
| باب هاءات التأنيث                     | 93 - 99       |
| باب الابتداء بهمزة الوصل              | 100 - 103     |
| باب الوقف على أواخر الكلم             | 104 - 105     |
| خاتمة المقدمة                         | 106 - 107     |

وبهذه العناوين يظهر أن هذا المتن يحوي على جميع الموضوعات الأساسية في علم التجويد.

## شروحها
شرحها الكثير من العلماء، قيل تجاوز عدد شروحها الخمسين شرحاً، وممن شرحه:
- ابن الناظم أبو بكر أحمد بن محمد الجزري المتوفى 859 هـ، في كتاب «الحواشي المفهمة لشرح المقدمة».
- زكريا بن محمد بن أحمد الأنصاري الشافعي المتوفى 926 هـ، في كتاب «الدقائق المحكمة في شرح المقدمة».
- ملا بن علي بن سلطان محمد القاري المتوفى 1014 هـ، في كتاب «المنح الفكرية في شرح المقدمة الجزرية».

## المصدر
1. ↑  المقدمة في ما يجب على قارئ القرآن ويليها: منظومة تحفة الأطفال والغلمان في تجويد القرآن - تحقيق أشرف محمد فؤاد طلعت (الإسماعيلية: مكتبة الإمام البخاري، الطبعة الثانية 1427 هـ) ص. 11. ISBN 9775291321.
2. ↑  ابن قاسم، عبد العزيز بن إبراهيم (1420 هـ). الدليل إلى المتون العلمية. الرياض: دار الصميعي. ص. 142. مؤرشف من الأصل في 29 سبتمبر 2018. {{استشهاد بكتاب}}: تحقق من التاريخ في: |سنة= (مساعدة)
3. ↑  الحمد، غانم قدوري (1429 هـ). شرح المقدمة الجزرية (ط. الأولى). جدة: مركز الدراسات والمعلومات القرآنية بمعهد الإمام الشاطبي. ص. 78–79. {{استشهاد بكتاب}}: تحقق من التاريخ في: |سنة= (مساعدة) وتأكد من صحة قيمة |الأول= (مساعدة)